# Äspholm, Nagu
Äspholm är en ö nära Nötö i Nagu,  Finland. Den ligger i Skärgårdshavet i Pargas stad i den ekonomiska regionen  Åboland i landskapet Egentliga Finland, i den sydvästra delen av landet. Ön ligger omkring 1 kilometer norr om Nötö, 27 kilometer söder om Nagu kyrka, 61 kilometer sydväst om Åbo och omkring 180 kilometer väster om Helsingfors. Närmaste allmänna förbindelse är förbindelsebryggan vid Nötö som trafikeras av M/S Eivor.
Öns area är 2,5 hektar och dess största längd är 280 meter i nord-sydlig riktning.